# Streitstück
Streitstück ist eine Hofschaft in Halver im Märkischen Kreis im Regierungsbezirk Arnsberg in Nordrhein-Westfalen (Deutschland).

## Lage und Beschreibung
Streitstück liegt im nördlichen Halver östlich des Bachs Glör unmittelbar an der Stadtgrenze zu Schalksmühle. Im Ort entspringt ein Zufluss der Glör. Der Ort ist über zwei untergeordnete Nebenstraßen von der Landesstraße L528 zu erreichen, von denen eine auch zum Schalksmühler Zentrum führt. Nachbarorte sind Heerenfelde, Schöneberge, Magdheide und Othmaringhausen.

## Geschichte
Streitstück wurde erstmals 1645 urkundlich erwähnt. Der Ort ist ein Abspliss von Othmaringhausen.
Im Jahre 1818 lebten vier Einwohner in Streitstück. Laut der Ortschafts- und Entfernungs-Tabelle des Regierungs-Bezirks Arnsberg wurde der Ort als Kotten kategorisiert und besaß 1838 eine Einwohnerzahl von sechs, allesamt evangelischen Glaubens. Der Ort gehörte zu dieser Zeit der Gloerfelder Bauerschaft innerhalb der Bürgermeisterei Halver an und besaß ein Wohnhaus und ein landwirtschaftliches Gebäude.
Das Gemeindelexikon für die Provinz Westfalen von 1887 gibt für den Ort eine Zahl von sieben Einwohnern an, die in einem Wohnhaus lebten.